# Slabberia simulans
Slabberia simulans is een hydroïdpoliep uit de familie Corynidae. De poliep komt uit het geslacht Slabberia. Slabberia simulans werd in 1965 voor het eerst wetenschappelijk beschreven door Bouillon. 